# Piptocoma
Piptocoma là một chi thực vật có hoa trong họ Cúc (Asteraceae).

## Loài
Chi Piptocoma gồm các loài: